# Pièce commémorative de 1 dollar américain pour le 230e anniversaire du Corps des Marines
La pièce commémorative de 1 dollar américain pour le 230e anniversaire du Corps des Marines est une pièce commémorative non circulante émise par la Monnaie des États-Unis en 2005 et frappée par la Monnaie de Philadelphie.
Elle est autorisée par la loi 108-291 du 6 août 2004, qui prévoit l'émission d'une pièce commémorative pour le 230e anniversaire du Corps des Marines des États-Unis.

## Contexte
Le Corps des Marines des États-Unis est la branche de service des forces armées des États-Unis chargée de mener des opérations expéditionnaires et amphibies à travers des armes combinées, mettant en œuvre ses propres forces d'infanterie, d'artillerie, aériennes et des opérations spéciales. Le Corps des Marines des États-Unis est l'une des huit forces militaires uniformées des États-Unis. L'histoire du Corps des Marines commence avec la formation de deux bataillons de Marines continentaux le 10 novembre 1775 à Philadelphie en tant que branche de service de troupes d'infanterie capables de combattre aussi bien en mer que sur terre.

## Législation
La loi publique 108-291 demande au Secrétaire au Trésor la frappe de pièces commémoratives du 230e anniversaire du Corps des Marines des États-Unis et soutenir la construction du Centre du patrimoine du Corps des Marines. Elle passe et est approuvée par la Chambre des représentants le 14 juillet 2004 et le 20 juillet par le Sénat. Elle est signée par le président George W. Bush le 6 août 2004.

## Dessin

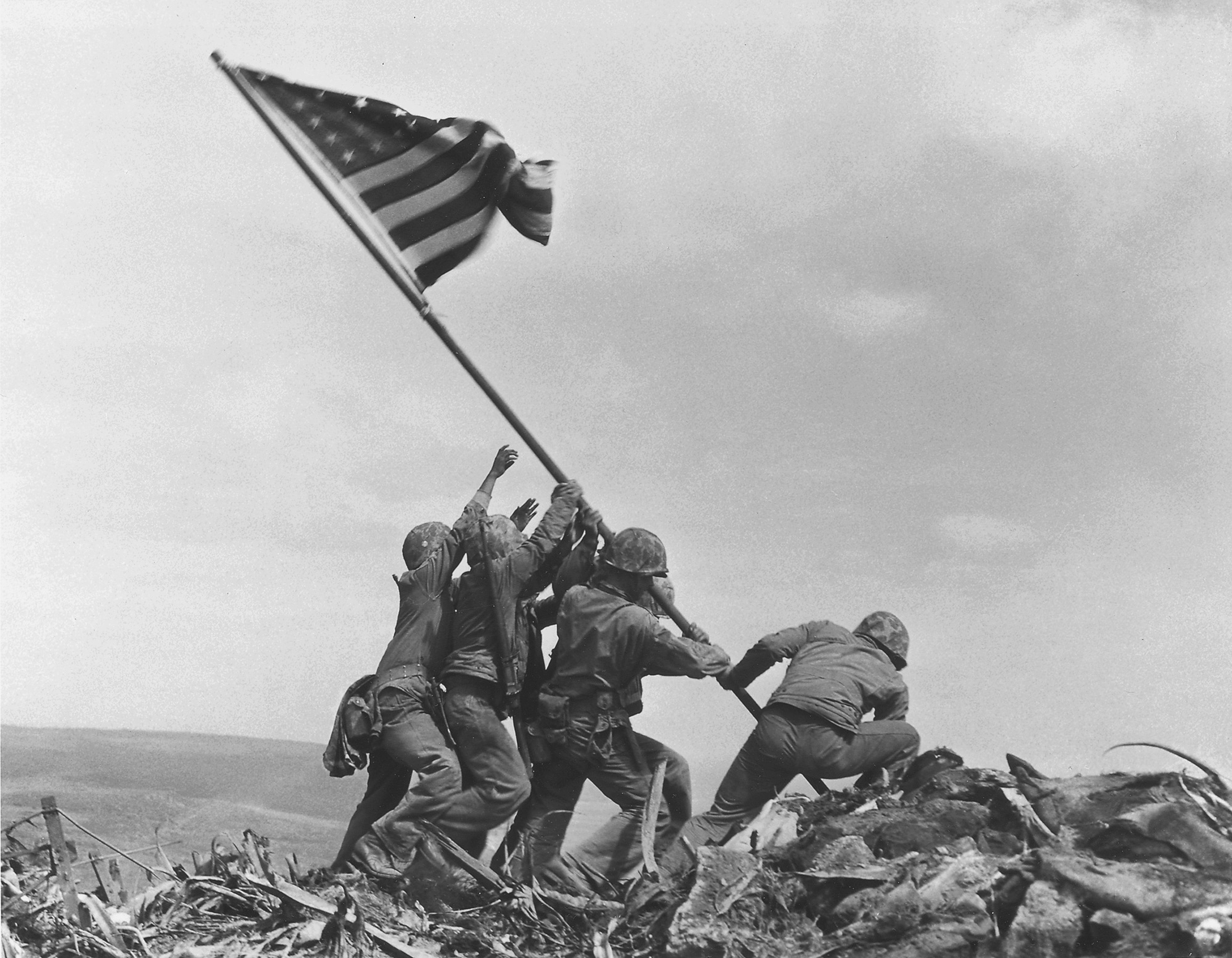
Photographie de Joe Rosenthal montrant les Marines hissant le drapeau à Iwo Jima, reproduite sur l'avers du dollar en argent du anniversaire du Corps des Marines.

Sur l'avers de la pièce, conçu et gravé par le graveur de la Monnaie des États-Unis, Norman E. Nemeth, est reproduite la scène emblématique des Marines hissant le drapeau américain sur Iwo Jima, au Japon, pendant la Seconde Guerre mondiale, photographiée par Joe Rosenthal. La scène est entourée des légendes LIBERTY, IN GOD WE TRUST, MARINES et la double date 1775, l'année de fondation des Marines et 2005, la date d'émission de la pièce,.
De l'autre côté, le revers, œuvre de Charles L. Vickers, reproduit l'emblème du Corps des Marines, avec un aigle, un globe terrestre et une ancre. Les inscriptions de cette face sont le nom du pays, UNITED STATES OF AMERICA, la devise E PLURIBUS UNUM, la devise des Marines, SEMPER FIDELIS et la valeur faciale de la pièce, ONE DOLLAR,.

## Production et vente
La loi qui autorise l'émission de ces pièces commémoratives prévoit un tirage maximal de 600 000 exemplaires. Elle est produite à la Monnaie de Philadelphie tant en version brillant universel qu'en finition belle épreuve et est disponible à l'achat par le public à partir du 20 juillet 2005.
Sa production s'élève à 184 231 pièces dans sa version brillant universel et 414 250 en version belle épreuve, ce qui totalise 598 481 exemplaires, pratiquement au maximum des frappes autorisées.
La pièce est commercialisée au prix de 35 dollars en version brillant universel et 39 dollars en finition belle épreuve, et les bénéfices tirés de sa vente sont destinés au Musée national du Corps des Marines à Quantico, en Virginie, qui opère en collaboration avec la Marine Corps Heritage Foundation et le Corps des Marines des États-Unis,.

## Distinctions
Le dollar en argent du 230e anniversaire du Corps des Marines est reconnu par le Prix de la Monnaie de l'Année en 2007 comme la meilleure pièce émise dans le monde en 2005.